# Non mi arrendevo mai/Volano
Non mi arrendevo mai/Volano è un singolo di Pupo pubblicato nel 1981.
La prima traccia, oltre ad essere come la seconda una delle sue canzoni più note, è considerata sostanzialmente come un flashback partendo dal suo periodo adolescenziale fino ai risultati sia negativi che positivi della sua vita. La seconda traccia invece, che prende il nome di Volano, ha come significato ciò che può essere valorizzato e preso in considerazione per la progettazione di un vero futuro.
Entrambe le tracce sono incluse nell'album Lo devo solo a te, pubblicato nello stesso anno.

## Tracce
1. Non mi arrendevo mai – 3:05
2. Volano – 3:30